# Puchar Szkocji w piłce siatkowej mężczyzn (2022/2023)
Puchar Szkocji w piłce siatkowej mężczyzn 2022/2023 – 59. edycja rozgrywek o siatkarski Puchar Szkocji zorganizowana przez stowarzyszenie Scottish Volleyball. Zainaugurowana została 15 października 2022 roku. W Pucharze Szkocji brały udział 22 drużyny.
Rozgrywki składały się z 1. rundy, 1/8 finału, ćwierćfinałów, półfinałów i finału. W 1. rundzie drużyny rywalizowały w grupach, natomiast w pozostałych rundach w systemie pucharowym.
Drużyny, które odpadły z Pucharu Szkocji w 1. rundzie i 1/8 finału, wraz z pozostałymi zgłoszonymi zespołami brały udział w turnieju o Tarczę Szkocji.
Finały Pucharu i Tarczy odbyły się 15 kwietnia 2023 roku w Pleasance Sports Complex & Gym w Edynburgu. Po raz dwunasty Puchar Szkocji zdobył zespół City of Glasgow Ragazzi, który w finale pokonał VA Vortex. MVP finału wybrany został Jordan Smith.
Tarczę Szkocji zdobyła drużyna Edinburgh Jets Bears, wygrywając w finale z klubem University of St Andrews. MVP finału został Patryk Kosmalski.

## System rozgrywek
Rozgrywki o Puchar Szkocji w sezonie 2022/2023 składały się z 1. rundy, 1/8 finału, ćwierćfinałów, półfinałów i finału.
1. runda

Przed 1. rundą odbyło się losowanie. Drużyny podzielone zostały na trzy koszyki. Do pierwszego koszyka trafili uczestnicy Premier League, do drugiego koszyka drużyny z Division One, natomiast do trzeciego koszyka zespoły grające wyłącznie w Pucharze Szkocji.
| Koszyk 1 | Koszyk 2 | Koszyk 3                                                   |
| --- | --- | ---------------------------------------------------------- |
| 8 drużyn z Premier League | 11 drużyn z Division One | 3 drużyny grające wyłącznie w Pucharze                     |
| - City of Edinburgh - City of Glasgow Ragazzi - Dundee - Edinburgh University - Glasgow Mets - NUVOC - South Ayrshire - VA Vortex | - Dundee University - Edinburgh Jets - Edinburgh Jets 2 - Edinburgh Jets Bears - Edinburgh University 2 - Forza Ragazzi - Glasgow Mets 2 - Lenzie - NUVOC 2 - NUVOC 3 - VA Thunder | - Dundee University 2 - Orkney - University of Strathclyde |

W drodze losowania na podstawie przedstawionego w poniższej tabeli schematu powstało osiem grup. Grupy A-F składały się z trzech drużyn, pozostałe natomiast z dwóch.
| Grupa A                                                                    | Grupa B                                         | Grupa C                                     | Grupa D                                       |
| -------------------------------------------------------------------------- | ----------------------------------------------- | ------------------------------------------- | --------------------------------------------- |
| drużyna z koszyka 1 (Dundee)                                               | drużyna z koszyka 1 (Glasgow Mets)              | drużyna z koszyka 1 (NUVOC)                 | drużyna z koszyka 1 (City of Glasgow Ragazzi) |
| drużyna z koszyka 2 (Forza Ragazzi)                                        | drużyna z koszyka 2 (Glasgow Mets 2)            | drużyna z koszyka 2 (Edinburgh Jets Bears)  | drużyna z koszyka 2 (Edinburgh Jets 2)        |
| drużyna z koszyka 2 (VA Thunder)                                           | drużyna z koszyka 2 (Edinburgh University 2)    | drużyna z koszyka 2 (Lenzie)                | drużyna z koszyka 2 (Dundee University)       |
| Grupa E                                                                    | Grupa F                                         | Grupa G                                     | Grupa H                                       |
| drużyna z koszyka 1 (City of Edinburgh)                                    | drużyna z koszyka 1 (South Ayrshire)            | drużyna z koszyka 1 (Edinburgh University)  | drużyna z koszyka 1 (VA Vortex)               |
| drużyna z koszyka 2 (NUVOC 3)                                              | drużyna z koszyka 2 (NUVOC 2)                   | drużyna z koszyka 2/3 (Dundee University 2) | drużyna z koszyka 2/3 (Edinburgh Jets)        |
| drużyna z koszyka 3 (Orkney)                                               | drużyna z koszyka 3 (University of Strathclyde) | —                                           | —                                             |
| Uwaga: W nawiasach znajdują się drużyny wylosowane do poszczególnych grup. |                                                 |                                             |                                               |

W ramach grupy drużyny rozegrały ze sobą po jednym meczu. Z każdej grupy dwa najlepsze zespoły awansowały do 1/8 finału. Te, które zajęły 3. miejsce w poszczególnych grupach, zostały relegowane do rozgrywek o Tarczę Szkocji.
1/8 finału

Przed 1/8 finału po raz kolejny odbyło się losowanie, na podstawie którego wyłonione zostały pary 1/8 finału. Drużyny podzielone zostały na dwa koszyki. W pierwszym koszyku znaleźli się zwycięzcy poszczególnych grup, w drugim koszyku – drużyny z drugich miejsc w grupach.
| Para 1                                              | drużyna z koszyka 1 (Edinburgh University)    | drużyna z koszyka 2 (Glasgow Mets 2)            |
| Para 2                                              | drużyna z koszyka 1 (City of Edinburgh)       | drużyna z koszyka 2 (University of Strathclyde) |
| Para 3                                              | drużyna z koszyka 1 (VA Vortex)               | drużyna z koszyka 2 (Dundee University 2)       |
| Para 4                                              | drużyna z koszyka 1 (South Ayrshire)          | drużyna z koszyka 2 (Orkney)                    |
| Para 5                                              | drużyna z koszyka 1 (Dundee)                  | drużyna z koszyka 2 (Edinburgh Jets 2)          |
| Para 6                                              | drużyna z koszyka 1 (Glasgow Mets)            | drużyna z koszyka 2 (Edinburgh Jets Bears)      |
| Para 7                                              | drużyna z koszyka 1 (NUVOC)                   | drużyna z koszyka 2 (Edinburgh Jets)            |
| Para 8                                              | drużyna z koszyka 1 (City of Glasgow Ragazzi) | drużyna z koszyka 2 (Forza Ragazzi)             |
| Uwaga: W nawiasach znajdują się wylosowane drużyny. |                                               |                                                 |

W ramach pary drużyny rozgrywały jeden mecz decydujący o awansie. Przegrani w parach zostali relegowani do rozgrywek o Tarczę Szkocji.
Ćwierćfinały

Pary ćwierćfinałowe powstały według poniższego schematu:
- para 1: zwycięzca w parze 1 1/8 finału – zwycięzca w parze 8 1/8 finału;
- para 2: zwycięzca w parze 2 1/8 finału – zwycięzca w parze 7 1/8 finału;
- para 3: zwycięzca w parze 3 1/8 finału – zwycięzca w parze 6 1/8 finału;
- para 4: zwycięzca w parze 4 1/8 finału – zwycięzca w parze 5 1/8 finału.

W ramach pary drużyny rozgrywały jedno spotkanie decydujące o awansie.
Półfinały

Przed półfinałami odbyło się losowanie wyłaniające pary meczowe. W ramach pary drużyny rozgrywały jedno spotkanie na neutralnym terenie decydujące o awansie.
Finał

W finale zwycięzcy par półfinałowych rozgrywali jedno spotkanie na neutralnym terenie decydujące o zdobyciu Pucharu Szkocji.

## Drużyny uczestniczące

### Puchar Szkocji
| Premier League (8 drużyn) | Premier League (8 drużyn) |
| ------------------------- | ------------------------- |
| City of Edinburgh         | półfinał                  |
| City of Glasgow Ragazzi   | zwycięstwo                |
| Dundee                    | ćwierćfinał               |
| Edinburgh University      | ćwierćfinał               |
| Glasgow Mets              | ćwierćfinał               |
| NUVOC                     | ćwierćfinał               |
| South Ayrshire            | półfinał                  |
| VA Vortex                 | finał                     |

| League One (11 drużyn) | League One (11 drużyn) |
| ---------------------- | ---------------------- |
| Dundee University      | 1. runda               |
| Edinburgh Jets         | 1/8 finału             |
| Edinburgh Jets 2       | 1/8 finału             |
| Edinburgh Jets Bears   | 1/8 finału             |
| Edinburgh University 2 | 1. runda               |
| Forza Ragazzi          | 1/8 finału             |
| Glasgow Mets 2         | 1/8 finału             |
| Lenzie                 | 1. runda               |
| NUVOC 2                | 1. runda               |
| NUVOC 3                | 1. runda               |
| VA Thunder             | 1. runda               |

| Pozostałe (3 drużyny)     | Pozostałe (3 drużyny) |
| ------------------------- | --------------------- |
| Dundee University 2       | 1/8 finału            |
| Orkney                    | 1/8 finału            |
| University of Strathclyde | 1/8 finału            |

### Tarcza Szkocji
| League One (10 drużyn) | League One (10 drużyn) |
| ---------------------- | ---------------------- |
| Edinburgh Jets         | półfinał               |
| Edinburgh Jets 2       | 1/8 finału             |
| Edinburgh Jets Bears   | zwycięstwo             |
| Edinburgh University 2 | 1/8 finału             |
| Forza Ragazzi          | 1/8 finału             |
| Glasgow Mets 2         | 1/8 finału             |
| Lenzie                 | 1/8 finału             |
| NUVOC 2                | 1/8 finału             |
| NUVOC 3                | półfinał               |
| VA Thunder             | 1/8 finału             |

| Pozostałe (9 drużyn)        | Pozostałe (9 drużyn) |
| --------------------------- | -------------------- |
| Edinburgh Napier University | 1/8 finału           |
| Edinburgh University 3      | 1/8 finału           |
| Glasgow Mets Vets           | ćwierćfinał          |
| Linlithgow Hornets          | ćwierćfinał          |
| Orkney                      | ćwierćfinał          |
| University of St Andrews    | finał                |
| University of St Andrews 2  | 1/8 finału           |
| University of Stirling      | 1/8 finału           |
| University of Strathclyde   | ćwierćfinał          |

## Puchar Szkocji

### 1. runda
1/8 finału Pucharu Szkocji
     1/8 finału Tarczy Szkocji

#### Grupa A
Tabela
| Lp. | Drużyna       | Pkt | Mecze | Mecze   | Mecze   | Sety | Sety | Sety  | Małe punkty | Małe punkty | Małe punkty |
| Lp. | Drużyna       | Pkt | M     | W (3:2) | P (2:3) | wyg. | prz. | ratio | zdob.       | str.        | ratio       |
| --- | ------------- | --- | ----- | ------- | ------- | ---- | ---- | ----- | ----------- | ----------- | ----------- |
| 1   | Dundee        | 6   | 2     | 2 (0)   | 0 (0)   | 6    | 0    | MAX   | 150         | 89          | 1.685       |
| 2   | Forza Ragazzi | 3   | 2     | 1 (0)   | 1 (0)   | 3    | 3    | 1.000 | 128         | 131         | 0.977       |
| 3   | VA Thunder    | 0   | 2     | 0 (0)   | 2 (0)   | 0    | 6    | 0.000 | 92          | 150         | 0.613       |

Źródło: Scottish Volleyball (ang.)
Punktacja: 3:0 i 3:1 – 3 pkt; 3:2 – 2 pkt; 2:3 – 1 pkt; 1:3 i 0:3 – 0 pkt
Zasady ustalania kolejności: 1. liczba punktów; 2. liczba zwycięstw; 3. stosunek setów; 4. stosunek małych punktów; 5. bilans w bezpośrednich meczach
Wyniki spotkań
| 15.10.2022 11:30 (UTC±0) | Forza Ragazzi | 3:0 (25:20, 25:18, 25:18) | VA Thunder | Craigie High School, Dundee |

| 15.10.2022 13:30 (UTC±0) | Dundee | 3:0 (25:10, 25:17, 25:9) | VA Thunder | Craigie High School, Dundee |

| 15.10.2022 15:30 (UTC±0) | Dundee | 3:0 (25:12, 25:21, 25:20) | Forza Ragazzi | Craigie High School, Dundee |

#### Grupa B
Tabela
| Lp. | Drużyna                | Pkt | Mecze | Mecze   | Mecze   | Sety | Sety | Sety  | Małe punkty | Małe punkty | Małe punkty |
| Lp. | Drużyna                | Pkt | M     | W (3:2) | P (2:3) | wyg. | prz. | ratio | zdob.       | str.        | ratio       |
| --- | ---------------------- | --- | ----- | ------- | ------- | ---- | ---- | ----- | ----------- | ----------- | ----------- |
| 1   | Glasgow Mets           | 6   | 2     | 2 (0)   | 0 (0)   | 6    | 0    | MAX   | 150         | 99          | 1.515       |
| 2   | Glasgow Mets 2         | 3   | 2     | 1 (0)   | 1 (0)   | 3    | 4    | 0.750 | 139         | 171         | 0.813       |
| 3   | Edinburgh University 2 | 0   | 2     | 0 (0)   | 2 (0)   | 1    | 6    | 0.167 | 148         | 167         | 0.886       |

Źródło: Scottish Volleyball (ang.)
Punktacja: 3:0 i 3:1 – 3 pkt; 3:2 – 2 pkt; 2:3 – 1 pkt; 1:3 i 0:3 – 0 pkt
Zasady ustalania kolejności: 1. liczba punktów; 2. liczba zwycięstw; 3. stosunek setów; 4. stosunek małych punktów; 5. bilans w bezpośrednich meczach
Wyniki spotkań
| 15.10.2022 10:45 (UTC±0) | Edinburgh University 2 | 0:3 (21:25, 10:25, 21:25) | Glasgow Mets | ARC – Glasgow Caledonian University, Glasgow |

| 15.10.2022 12:45 (UTC±0) | Glasgow Mets 2 | 3:1 (25:22, 25:21, 12:25, 30:28) | Edinburgh University 2 | ARC – Glasgow Caledonian University, Glasgow |

| 15.10.2022 14:45 (UTC±0) | Glasgow Mets | 3:0 (25:17, 25:13, 25:17) | Glasgow Mets 2 | ARC – Glasgow Caledonian University, Glasgow |

#### Grupa C
Tabela
| Lp. | Drużyna              | Pkt | Mecze | Mecze   | Mecze   | Sety | Sety | Sety  | Małe punkty | Małe punkty | Małe punkty |
| Lp. | Drużyna              | Pkt | M     | W (3:2) | P (2:3) | wyg. | prz. | ratio | zdob.       | str.        | ratio       |
| --- | -------------------- | --- | ----- | ------- | ------- | ---- | ---- | ----- | ----------- | ----------- | ----------- |
| 1   | NUVOC                | 6   | 2     | 2 (0)   | 0 (0)   | 6    | 0    | MAX   | 150         | 104         | 1.442       |
| 2   | Edinburgh Jets Bears | 3   | 2     | 1 (0)   | 1 (0)   | 3    | 4    | 0.750 | 156         | 158         | 0.987       |
| 3   | Lenzie               | 0   | 2     | 0 (0)   | 2 (0)   | 1    | 6    | 0.167 | 129         | 173         | 0.746       |

Źródło: Scottish Volleyball (ang.)
Punktacja: 3:0 i 3:1 – 3 pkt; 3:2 – 2 pkt; 2:3 – 1 pkt; 1:3 i 0:3 – 0 pkt
Zasady ustalania kolejności: 1. liczba punktów; 2. liczba zwycięstw; 3. stosunek setów; 4. stosunek małych punktów; 5. bilans w bezpośrednich meczach
Wyniki spotkań
| 15.10.2022 12:30 (UTC±0) | Lenzie | 1:3 (22:25, 25:23, 16:25, 20:25) | Edinburgh Jets Bears | Forrester High School, Edynburg |

| 15.10.2022 14:30 (UTC±0) | NUVOC | 3:0 (25:19, 25:14, 25:13) | Lenzie | Forrester High School, Edynburg |

| 15.10.2022 16:30 (UTC±0) | Edinburgh Jets Bears | 0:3 (21:25, 21:25, 16:25) | NUVOC | Forrester High School, Edynburg |

#### Grupa D
Tabela
| Lp. | Drużyna                 | Pkt | Mecze | Mecze   | Mecze   | Sety | Sety | Sety  | Małe punkty | Małe punkty | Małe punkty |
| Lp. | Drużyna                 | Pkt | M     | W (3:2) | P (2:3) | wyg. | prz. | ratio | zdob.       | str.        | ratio       |
| --- | ----------------------- | --- | ----- | ------- | ------- | ---- | ---- | ----- | ----------- | ----------- | ----------- |
| 1   | City of Glasgow Ragazzi | 6   | 2     | 2 (0)   | 0 (0)   | 6    | 0    | MAX   | 150         | 28          | 5.357       |
| 2   | Edinburgh Jets 2        | 3   | 2     | 1 (0)   | 1 (0)   | 3    | 4    | 0.750 | 114         | 157         | 0.726       |
| 3   | Dundee University       | -3  | 2     | 0 (0)   | 2 (0)   | 1    | 6    | 0.167 | 82          | 161         | 0.509       |

Źródło: Scottish Volleyball (ang.)
Punktacja: 3:0 i 3:1 – 3 pkt; 3:2 – 2 pkt; 2:3 – 1 pkt; 1:3 i 0:3 – 0 pkt
Zasady ustalania kolejności: 1. liczba punktów; 2. liczba zwycięstw; 3. stosunek setów; 4. stosunek małych punktów; 5. bilans w bezpośrednich meczach
Uwagi: Zespół Dundee University ukarany został odjęciem trzech punktów za oddanie meczu walkowerem.
Wyniki spotkań
| 15.10.2022 12:00 (UTC±0) | Dundee University | 0:3 (0:25, 0:25, 0:25) | City of Glasgow Ragazzi | Coatbridge High School, Coatbridge |

| 15.10.2022 14:00 (UTC±0) | Edinburgh Jets 2 | 3:1 (25:18, 25:20, 11:25, 25:19) | Dundee University | Coatbridge High School, Coatbridge |

| 15.10.2022 16:00 (UTC±0) | City of Glasgow Ragazzi | 3:0 (25:8, 25:11, 25:9) | Edinburgh Jets 2 | Coatbridge High School, Coatbridge |

#### Grupa E
Tabela
| Lp. | Drużyna           | Pkt | Mecze | Mecze   | Mecze   | Sety | Sety | Sety  | Małe punkty | Małe punkty | Małe punkty |
| Lp. | Drużyna           | Pkt | M     | W (3:2) | P (2:3) | wyg. | prz. | ratio | zdob.       | str.        | ratio       |
| --- | ----------------- | --- | ----- | ------- | ------- | ---- | ---- | ----- | ----------- | ----------- | ----------- |
| 1   | City of Edinburgh | 6   | 2     | 2 (0)   | 0 (0)   | 6    | 0    | MAX   | 150         | 58          | 2.586       |
| 2   | Orkney            | 3   | 2     | 1 (0)   | 1 (0)   | 3    | 3    | 1.000 | 99          | 121         | 0.818       |
| 3   | NUVOC 3           | 0   | 2     | 0 (0)   | 2 (0)   | 0    | 6    | 0.000 | 80          | 150         | 0.533       |

Źródło: Scottish Volleyball (ang.)
Punktacja: 3:0 i 3:1 – 3 pkt; 3:2 – 2 pkt; 2:3 – 1 pkt; 1:3 i 0:3 – 0 pkt
Zasady ustalania kolejności: 1. liczba punktów; 2. liczba zwycięstw; 3. stosunek setów; 4. stosunek małych punktów; 5. bilans w bezpośrednich meczach
Wyniki spotkań
| 15.10.2022 10:00 (UTC±0) | Orkney | 0:3 (8:25, 8:25, 8:25) | City of Edinburgh | Queensferry High School, Queensferry |

| 15.10.2022 12:00 (UTC±0) | City of Edinburgh | 3:0 (25:15, 25:9, 25:10) | NUVOC 3 | Queensferry High School, Queensferry |

| 15.10.2022 14:00 (UTC±0) | NUVOC 3 | 0:3 (18:25, 15:25, 13:25) | Orkney | Queensferry High School, Queensferry |

#### Grupa F
Tabela
| Lp. | Drużyna                   | Pkt | Mecze | Mecze   | Mecze   | Sety | Sety | Sety  | Małe punkty | Małe punkty | Małe punkty |
| Lp. | Drużyna                   | Pkt | M     | W (3:2) | P (2:3) | wyg. | prz. | ratio | zdob.       | str.        | ratio       |
| --- | ------------------------- | --- | ----- | ------- | ------- | ---- | ---- | ----- | ----------- | ----------- | ----------- |
| 1   | South Ayrshire            | 6   | 2     | 2 (0)   | 0 (0)   | 6    | 1    | 6.000 | 167         | 139         | 1.201       |
| 2   | University of Strathclyde | 3   | 2     | 1 (0)   | 1 (0)   | 4    | 3    | 1.333 | 160         | 144         | 1.111       |
| 3   | NUVOC 2                   | 0   | 2     | 0 (0)   | 2 (0)   | 0    | 6    | 0.000 | 107         | 151         | 0.709       |

Źródło: Scottish Volleyball (ang.)
Punktacja: 3:0 i 3:1 – 3 pkt; 3:2 – 2 pkt; 2:3 – 1 pkt; 1:3 i 0:3 – 0 pkt
Zasady ustalania kolejności: 1. liczba punktów; 2. liczba zwycięstw; 3. stosunek setów; 4. stosunek małych punktów; 5. bilans w bezpośrednich meczach
Wyniki spotkań
| 15.10.2022 10:30 (UTC±0) | University of Strathclyde | 1:3 (25:16, 22:25, 20:25, 18:25) | South Ayrshire | Prestwick Academy, Prestwick |

| 15.10.2022 12:30 (UTC±0) | NUVOC 2 | 0:3 (16:25, 20:25, 17:25) | University of Strathclyde | Prestwick Academy, Prestwick |

| 15.10.2022 14:30 (UTC±0) | South Ayrshire | 3:0 (25:14, 25:16, 26:24) | NUVOC 2 | Prestwick Academy, Prestwick |

#### Grupa G
| 15.10.2022 17:30 (UTC±0) | Edinburgh University | 3:0 (25:12, 25:4, 25:14) | Dundee University 2 | Pleasance Sports Complex & Gym, Edynburg |

#### Grupa H
| 15.10.2022 (UTC±0) | VA Vortex | 3:0 (25:13, 25:18, 25:20) | Edinburgh Jets | Aberdeen |

### 1/8 finału
| 26.11.2022 14:00 (UTC±0) | Edinburgh University | 3:0 (25:14, 25:12, 25:18) | Glasgow Mets 2 | Pleasance Sports Complex & Gym, Edynburg |

| 26.11.2022 10:00 (UTC±0) | City of Edinburgh | 3:0 (26:24, 25:11, 25:9) | University of Strathclyde | Queensferry High School, Queensferry |

| 26.11.2022 14:45 (UTC±0) | VA Vortex | 3:0 (25:20, 25:12, 25:7) | Dundee University 2 | Sheddocksley Sports Centre, Aberdeen |

| 26.11.2022 13:00 (UTC±0) | South Ayrshire | 3:0 (25:23, 25:15, 25:5) | Orkney | Prestwick Academy, Prestwick |

| 26.11.2022 11:45 (UTC±0) | Dundee | 3:0 (25:5, 25:5, 25:20) | Edinburgh Jets 2 | Craigie High School, Dundee |

| 26.11.2022 9:45 (UTC±0) | Glasgow Mets | 3:1 (25:22, 20:25, 25:12, 25:8) | Edinburgh Jets Bears | Smithycroft Secondary School, Glasgow |

| 26.11.2022 10:00 (UTC±0) | NUVOC | 3:0 (26:24, 25:17, 28:26) | Edinburgh Jets | Edinburgh College – Granton Campus, Edynburg |

| 24.11.2022 19:00 (UTC±0) | City of Glasgow Ragazzi | 3:0 (25:11, 29:27, 25:7) | Forza Ragazzi | Smithycroft Secondary School, Glasgow |

### Ćwierćfinały
| 18.02.2023 13:30 (UTC±0) | Edinburgh University | 0:3 (19:25, 17:25, 9:25) | City of Glasgow Ragazzi | St. Leonard's Land Games Hall, Edynburg |

| 21.01.2023 10:00 (UTC±0) | City of Edinburgh | 3:0 (25:17, 25:20, 25:13) | NUVOC | Queensferry High School, Queensferry |

| 21.01.2023 13:45 (UTC±0) | VA Vortex | 3:0 (25:19, 25:15, 25:22) | Glasgow Mets | Aberdeen Grammar School, Aberdeen |

| 21.01.2023 14:30 (UTC±0) | South Ayrshire | 3:2 (18:25, 25:15, 25:19, 29:31, 15:12) | Dundee | Prestwick Academy, Prestwick |

### Półfinały
| 11.03.2023 12:30 (UTC±0) | South Ayrshire | 0:3 (20:25, 23:25, 22:25) | VA Vortex | National Sports Training Centre Inverclyde, Largs |

| 11.03.2023 17:30 (UTC±0) | City of Glasgow Ragazzi | 3:1 (25:19, 24:26, 25:15, 25:22) | City of Edinburgh | National Sports Training Centre Inverclyde, Largs |

### Finał
| 15.04.2023 15:00 (UTC±0) | City of Glasgow Ragazzi | 3:1 (25:15, 25:15, 21:25, 25:11) | VA Vortex | Pleasance Sports Complex & Gym, Edynburg |

## Tarcza Szkocji

### 1/8 finału
| 21.01.2023 10:30 (UTC±0) | University of St Andrews | 3:1 | Forza Ragazzi | Meadowbank Sports Centre, Edynburg |

| 21.01.2023 12:30 (UTC±0) | NUVOC 2 | 0:3 (23:25, 19:25, 18:25) | University of St Andrews | Meadowbank Sports Centre, Edynburg |

| 21.01.2023 14:30 (UTC±0) | NUVOC 2 | 0:3 (24:26, 17:25, 22:25) | Forza Ragazzi | Meadowbank Sports Centre, Edynburg |

| 21.01.2023 10:30 (UTC±0) | Edinburgh University 3 | 0:3 | Glasgow Mets Vets | ARC – Glasgow Caledonian University, Glasgow |

| 21.01.2023 13:00 (UTC±0) | Edinburgh University 3 | ?:3 | VA Thunder | ARC – Glasgow Caledonian University, Glasgow |

| 21.01.2023 15:30 (UTC±0) | Glasgow Mets Vets | 3:0 | VA Thunder | ARC – Glasgow Caledonian University, Glasgow |

| 21.01.2023 9:45 (UTC±0) | Lenzie | 3:0 | Glasgow Mets 2 | Edinburgh College – Granton Campus, Edynburg |

| 21.01.2023 11:45 (UTC±0) | Edinburgh Jets | 3:1 | Lenzie | Edinburgh College – Granton Campus, Edynburg |

| 21.01.2023 13:45 (UTC±0) | Glasgow Mets 2 | 0:3 | Edinburgh Jets | Edinburgh College – Granton Campus, Edynburg |

| 21.01.2023 | Orkney | 3:0 (25:0, 25:0, 25:0) | Edinburgh Jets 2 |  |

| 21.01.2023 15:00 (UTC±0) | Edinburgh Napier University | 2:3 (25:22, 18:25, 28:26, 19:25, 10:15) | NUVOC 3 | ENGAGE Sports Centre, Edynburg |

| 21.01.2023 17:00 (UTC±0) | University of Stirling | 2:3 | University of Strathclyde | University of Stirling Sports Centre, Stirling |

| 21.01.2023 16:30 (UTC±0) | Edinburgh Jets Bears | 3:0 (25:17, 25:20, 25:20) | Edinburgh University 2 | Forrester High School, Edynburg |

| 21.01.2023 15:00 (UTC±0) | Linlithgow Hornets | 3:0 (25:10, 25:22, 25:15) | University of St Andrews 2 | Saints Sport – University of St Andrews, St Andrews |

Uwaga: Kluby Dundee University oraz Dundee University 2 wycofały się z rozgrywek.

### Ćwierćfinały
| 18.02.2023 9:30 (UTC±0) | University of St Andrews | 3:0 (25:19, 25:12, 25:21) | Linlithgow Hornets | Saints Sport – University of St Andrews, St Andrews |

| 18.02.2023 11:15 (UTC±0) | Edinburgh Jets Bears | 3:2 (16:25, 18:25, 27:25, 25:19, 15:7) | Glasgow Mets Vets | Liberton High School, Edynburg |

| 18.02.2023 9:15 (UTC±0) | Edinburgh Jets | 3:1 (27:25, 21:25, 25:19, 25:23) | University of Strathclyde | Liberton High School, Edynburg |

| 18.02.2023 12:40 (UTC±0) | NUVOC 3 | 3:2 (10:25, 25:21, 25:17, 19:25, 15:12) | Orkney | Meadowbank Sports Centre, Edynburg |

### Półfinały
| 11.03.2023 10:00 (UTC±0) | Edinburgh Jets | 1:3 (23:25, 25:20, 16:25, 23:25) | Edinburgh Jets Bears | National Sports Training Centre Inverclyde, Largs |

| 11.03.2023 15:00 (UTC±0) | University of St Andrews | 3:0 (29:27, 25:16, 25:23) | NUVOC 3 | National Sports Training Centre Inverclyde, Largs |

### Finał
| 15.04.2023 10:00 (UTC±0) | Edinburgh Jets Bears | 3:1 (24:26, 25:16, 25:23, 25:23) | University of St Andrews | Pleasance Sports Complex & Gym, Edynburg |